# 安澤莉卡·特柳加

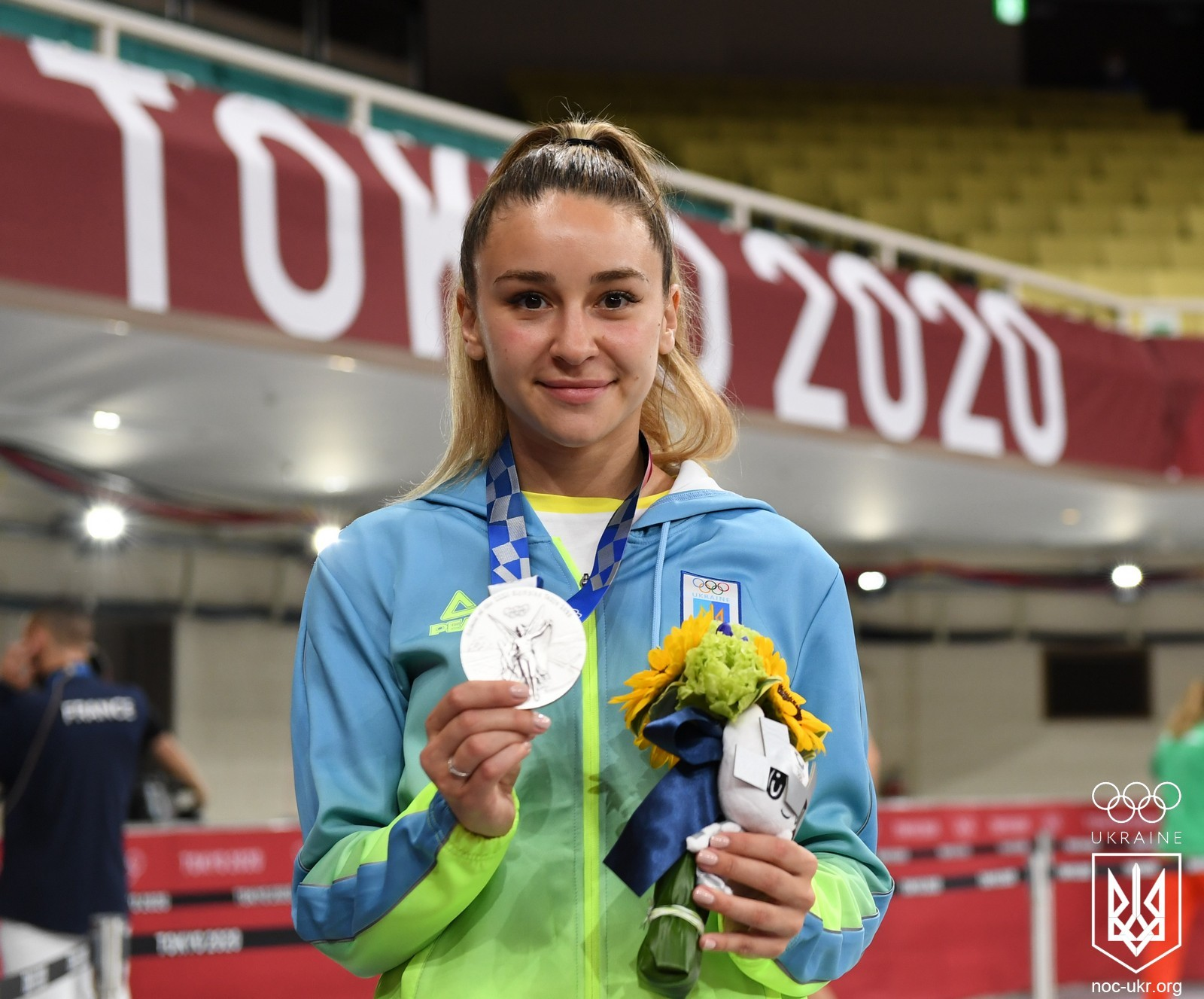
安澤莉卡·特柳加於2020年夏季奧運會

安澤莉卡·特柳加（烏克蘭語：Анжеліка Володимирівна Терлюга，1992年3月27日—），烏克蘭女子空手道選手，所屬量級為55公斤。
她在日本東京舉行的2020年夏季奧運會上獲得女子55公斤級銀牌。於在美國伯明翰舉行的2022年世界運動會上獲得女子55公斤級金牌。她也是多次歐洲冠軍和獎牌獲得者。